# Уте Шелль
Уте Шелль (нім. Ute Schell, 2 квітня 1966) — німецька академічна веслувальниця.
Олімпійська чемпіонка 1988 року в складі вісімки, бронзова призерка 1992 року в складі вісімки, учасниця 1996 року.
Чемпіонка світу 1994 року в складі вісімки, срібна призерка 1985, 1986 років у складі вісімки, бронзова призерка 1990 року в складі вісімки.